# بيت مشيك
بيت مشيك هي إحدى القرى اللبنانية من قرى قضاء بعلبك في محافظة البقاع. تبعد عن بيروت 95 كلم وعن مركز المحافظة زحلة 44 كلم وعن مركز القضاء بعلبك 19 كلم. وترتفع عن سطح البحر 1216م .